# Oferol
Oferol S.A. war ein uruguayischer Automobilhersteller.

## Geschichte
Das Unternehmen Oferol wurde 1996 gegründet. An dem Unternehmen waren bei der Gründung zu 60 % uruguayische Unternehmer, zu 20 % brasilianische Unternehmer und zu 20 % die Groupe PSA beteiligt. Das Unternehmen erwarb das Werk von Sevel Uruguay in Paso de Carrasco und begann 1997 mit der Produktion.
Zu Beginn verfügte Oferol über Lizenzen für die Produktion des Peugeot 306 und des Citroën Saxo. Weitere Modelle waren der Citroën ZX und der Citroën Xsara. Die dabei verwendeten Teile stammten aus Frankreich, Argentinien und Brasilien. Bereits im ersten Jahr (1997) erreichte Oferol einen Anteil von 31 % an der inländischen Automobilproduktion.
Als die PSA-Gruppe beschloss, keine Fahrzeuge mehr bei Oferol herstellen zu lassen, wechselte das Unternehmen seine Strategie, stieg auf den Bau gepanzerter Fahrzeuge um und gründete zu diesem Zweck das Unternehmen Bognor. Beide Unternehmen teilen sich die Produktionsanlagen. Ebenso übernahm Oferol ab 2002 die Produktion von Fahrzeugen der Marke Lada. Eine Quelle besagt, dass Bognor das Oferol-Werk für die Lada-Produktion übernommen haben soll.
Oferol stellte im Jahr 2004 oder 2005 das Dreirad RTM Tango her. Im Jahr 2006 oder 2007 unterzeichnete Oferol eine Vereinbarung mit Chery für die Produktion von Chery Socma. Ebenso ging Bognor 2007 eine Geschäftsbeziehung mit Chery ein, um sich als Minderheitsaktionär an der Produktion gepanzerter Fahrzeuge in China zu beteiligen. Die Produktion von Chery Socma endete 2015.